# MediVR
株式会社mediVR（メディブイアール）は、医療機器、特にVirtual Reality等の映像化技術を応用した医療機器・医療システムの企画、開発および販売を行う会社である。
本社所在地は大阪府豊中市に本社を構える日本国内企業。

## 概要
医療機器、特にVirtual Reality等の映像化技術を応用した医療機器・医療システムの企画、開発および販売を行っている。
代表的なプロダクトとしてmediVRカグラがある。

## 事業所
- 大阪本社 - 大阪府豊中市寺内2丁目3番8号
- 東京オフィス - 東京都千代田区神田練塀町3 富士ソフト秋葉原ビル 12F DMM.make AKIBA Base 1209

（2019年現在）